# Veinticinco de Agosto
Veinticinco de Agosto es una localidad uruguaya en el departamento de Florida.

## Ubicación
La localidad se encuentra situada en la zona suroeste del departamento de Florida, Uruguay, en la confluencia del río Santa Lucía y del arroyo de la Virgen y que coincide con el límite entre los departamentos de Florida, Canelones y San José. La ruta 77 permite el acceso a la localidad tanto desde el resto del Florida como desde San José.
Dista por carretera 54 km de la ciudad de Florida y 80 km de Montevideo,la ciudad mas cercana y próxima es la canaria Santa Lucía,a unos 10 kilómetros aproximadamente.

## Historia
La localidad fue fundada el 11 de septiembre de 1873 por Ramón Álvarez, quien el año anterior había fundado el pueblo de La Paz, y posteriormente también 25 de Mayo, unos kilómetros más al norte.
Anteriormente, el paraje era conocido con el nombre de Juan Chazo, antiguo poblador que también dio nombre al paso sobre el río Santa Lucía.
Aún bajo la dominación española, en 1752 y 1772, las tierras que hoy son ocupadas por la villa habían sido adjudicadas por el Cabildo de Montevideo a los españoles Juan Velázquez y Gaspar Rodríguez. Parte de ellas finalizó en manos de Pantaleón Irazábal, quién se las vendió a Ramón Álvarez.
Un año antes de la fundación, el 16 de noviembre de 1872, había llegado el ferrocarril, habiéndose construido la estación, también con el nombre de 25 de Agosto y un puente metálico sobre el río Santa Lucía, el que fue sustituido por el actual, luego que una gran creciente lo derribara en el año 1900.
La localidad fue declarada pueblo por ley 3.965 del 29 de abril de 1912 y fue elevada de pueblo a villa por ley 12.297 del 5 de julio de 1956.

## Población
Según el censo del año 2011 la ciudad contaba con una población de 1.849 habitantes.
| 1,586         | 1,750 | 1,711 | 1,727 | 1,794 | 1,849 |
| (Fuente: INE) |       |       |       |       |       |

## Atractivos
La localidad cuenta con un camping denominado "Otto Bittenbinder" que se encuentra ubicado junto al río Santa Lucía y cuenta con servicios básicos.
En 2008, a partir de la instalación en el pueblo, de Michele Dubaux, una artista francesa que utiliza como nombre artístico Leo Arti, el pueblo vivió una colorida transformación.  Las paredes de más de 40 hogares fueron convertidos en coloridos lienzos donde se transparentan gran parte de las historias y los sueños de sus habitantes.

## Transporte

### Buses
Cuenta con servicios de ómnibus con destino a Montevideo, Canelones, Santa Lucía, Florida y San José, con varias frecuencias diarias.

### Trenes
25 de Agosto es uno de los pocos destinos del ferrocarril de pasajeros de Uruguay.
La localidad cuenta con una estación de trenes con servicios diarios a Montevideo, siendo 25 de Agosto la estación terminal del recorrido. Los servicios a las ciudades próximas, San José y Florida, ya no están disponibles según los horarios vigentes en diciembre de 2015.

### Accesos por carretera
- Desde Montevideo: se llega por la ruta 5, luego tomando ruta 11 y pasando el peaje rumbo a San José se ingresa a la derecha por la ruta 79 hasta la Villa Ituzaingó, donde por la ruta 77 o ruta 78 se accede a 25 de Agosto.
- Desde San José: se llega por ruta 11, desde Capurro por la ruta 78 hasta la ruta 77.
- Desde Florida se accede por la ruta 77.